# Большой Порту (субрегион)
Большой Порту (порт.  Grande Porto ; / /) — экономико-статистический субрегион в Северном регионе Португалии.Включает в себя 8 муниципалитетов округа Порту и один муниципалитет округа Авейру.
Территория — 817 км². Население — 1 572 176 человек.

## География
Регион граничит:
- на севере — субрегион Каваду
- на востоке — субрегионы Аве и Тамега
- на юге — субрегион Энтре-Дору-и-Вога и Байшу-Вога
- на западе — Атлантический океан

## Муниципалитеты
Субрегион включает в себя 9 муниципалитетов:

### Муниципалитеты округа Порту
- Валонгу
- Вила-ду-Конде
- Вила-Нова-де-Гайа
- Гондомар
- Майа
- Матозиньюш
- Повуа-де-Варзин
- Порту

### Муниципалитеты округа Авейру
- Эшпинью

## Крупнейшие города
- Порту — 227,8 тыс. жителей
- Вила-Нова-де-Гайя — 178,3 тыс. жителей
- Матозиньюш — 45,7 тыс. жителей
- Повуа-де-Варзин — 42,4 тыс. жителей
- Майа — 40 тыс. жителей
- Эшпинью — 30,6 тыс. жителей
- Вила-ду-Конде — 29,7 тыс. жителей
- Гондомар — 25,7 тыс. жителей
- Валонгу —	18 тыс. жителей